# Gringo-Gaucho
El ejercicio combinado Gringo-Gaucho es un adiestramiento entre los medios aeronavales de la Armada Argentina y la de los Estados Unidos que se desarrolla desde 1990. Tiene su origen en la necesidad de los medios aéreos de la Armada Argentina de operar desde portaaviones, como consecuencia del pase a reserva del ARA Veinticinco de Mayo en 1988, permitiendo mantener la buena relación con la marina estadounidense, la profesionalización a través de ejercitaciones aéreas, antibuque y antisubmarinas, y fundamentalmente la recalificación de los pilotos argentinos involucrados.

## Gringo-Gaucho 1990

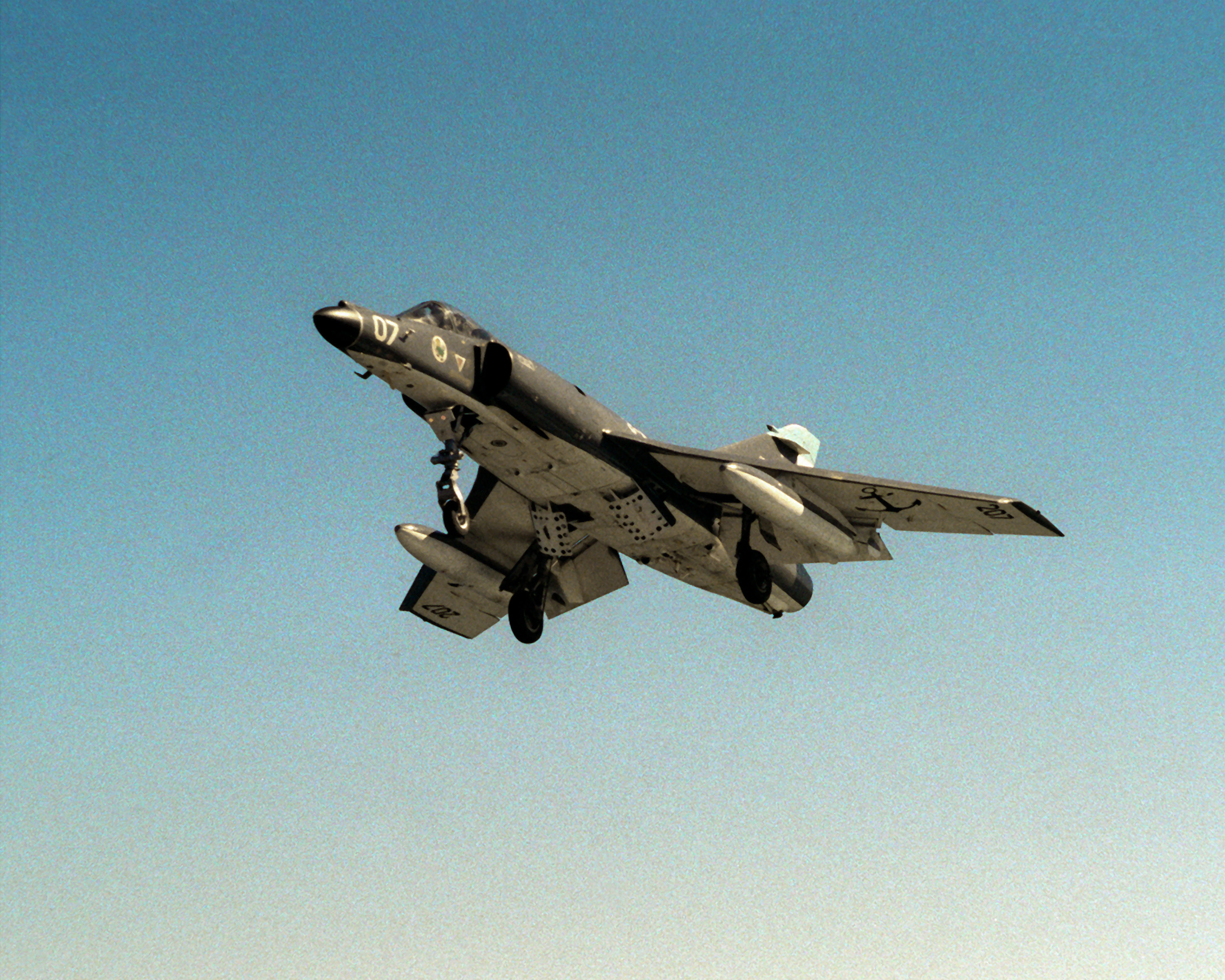
Super Etendard en aproximación sobre el USS Abraham Lincoln

### Marzo
- Armada Argentina: aviones Super Étendard y S-2T TurboTracker.
- Armada de los Estados Unidos: portaaviones USS Constellation (CV-64) con su grupo aéreo embarcado.

### Octubre
- Armada Argentina: aviones Super Étendard y S-2T TurboTracker.
- Armada de los Estados Unidos: portaaviones USS Abraham Lincoln (CVN-72) con su grupo aéreo embarcado.

## Gringo-Gaucho 1991
- Armada Argentina: aviones Super Étendard y S-2T TurboTracker.
- Armada de los Estados Unidos: portaaviones USS Kitty Hawk (CV-63) con su grupo aéreo embarcado.

## Gringo-Gaucho 1993
- Armada Argentina: aviones Super Étendard y S-2T TurboTracker.
- Armada de los Estados Unidos: portaaviones USS Constellation (CV-64) con su grupo aéreo embarcado.

## Gringo-Gaucho 2001

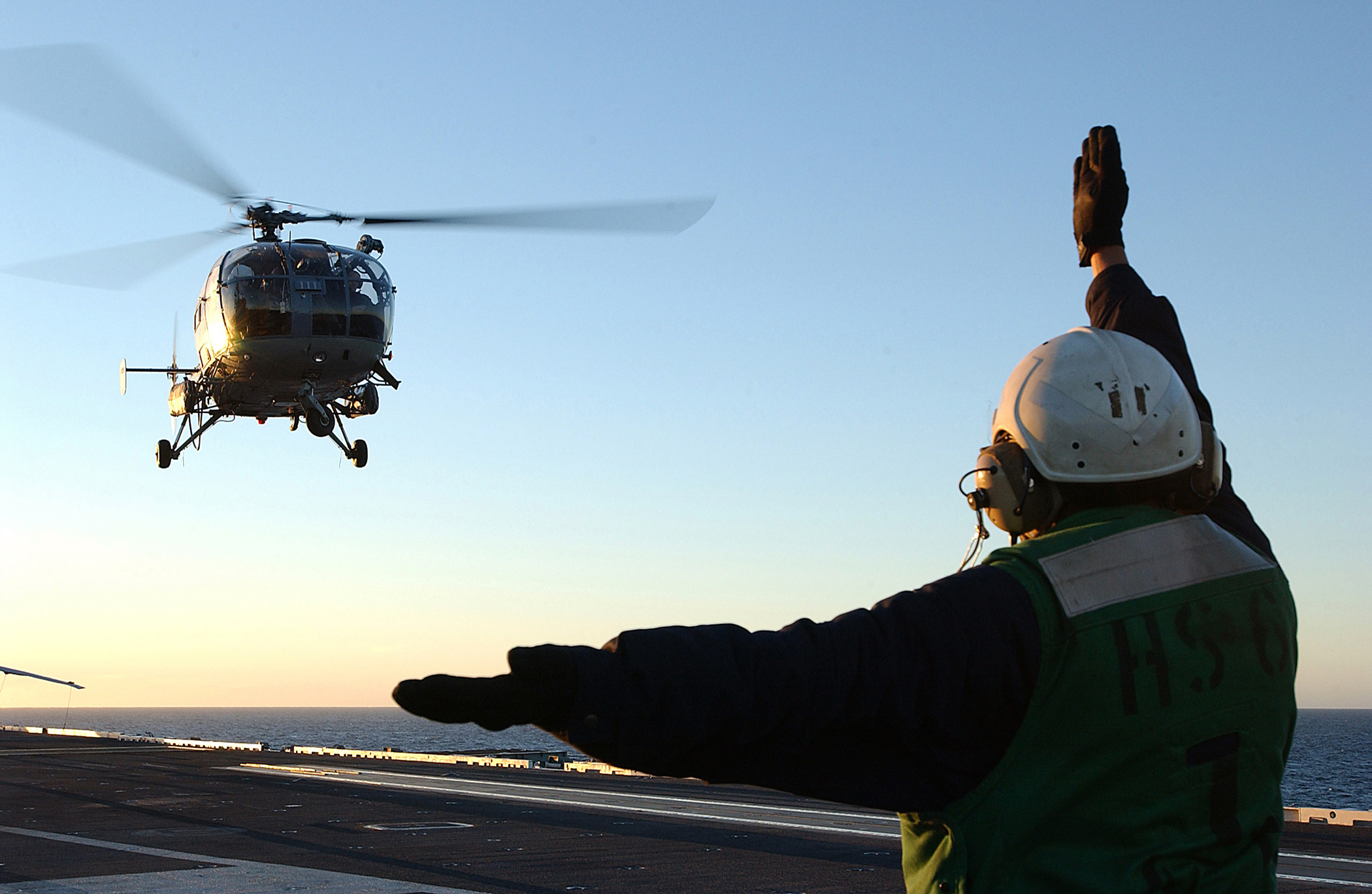
Alouette III practicando misión SAR en el USS Ronald Reagan

- Armada Argentina: aviones Super Étendard y S-2T TurboTracker.
- Armada de los Estados Unidos: portaaviones USS Nimitz (CVN-68) con su grupo aéreo embarcado.

## Gringo-Gaucho 2004
- Armada Argentina: corbeta ARA Spiro (P-43), aviones Super Étendard y S-2T Turbo Tracker, helicópteros Alouette III y Sea King.
- Armada de los Estados Unidos: portaaviones USS Ronald Reagan (CVN-76) con su grupo aéreo embarcado.

## Gringo-Gaucho 2008

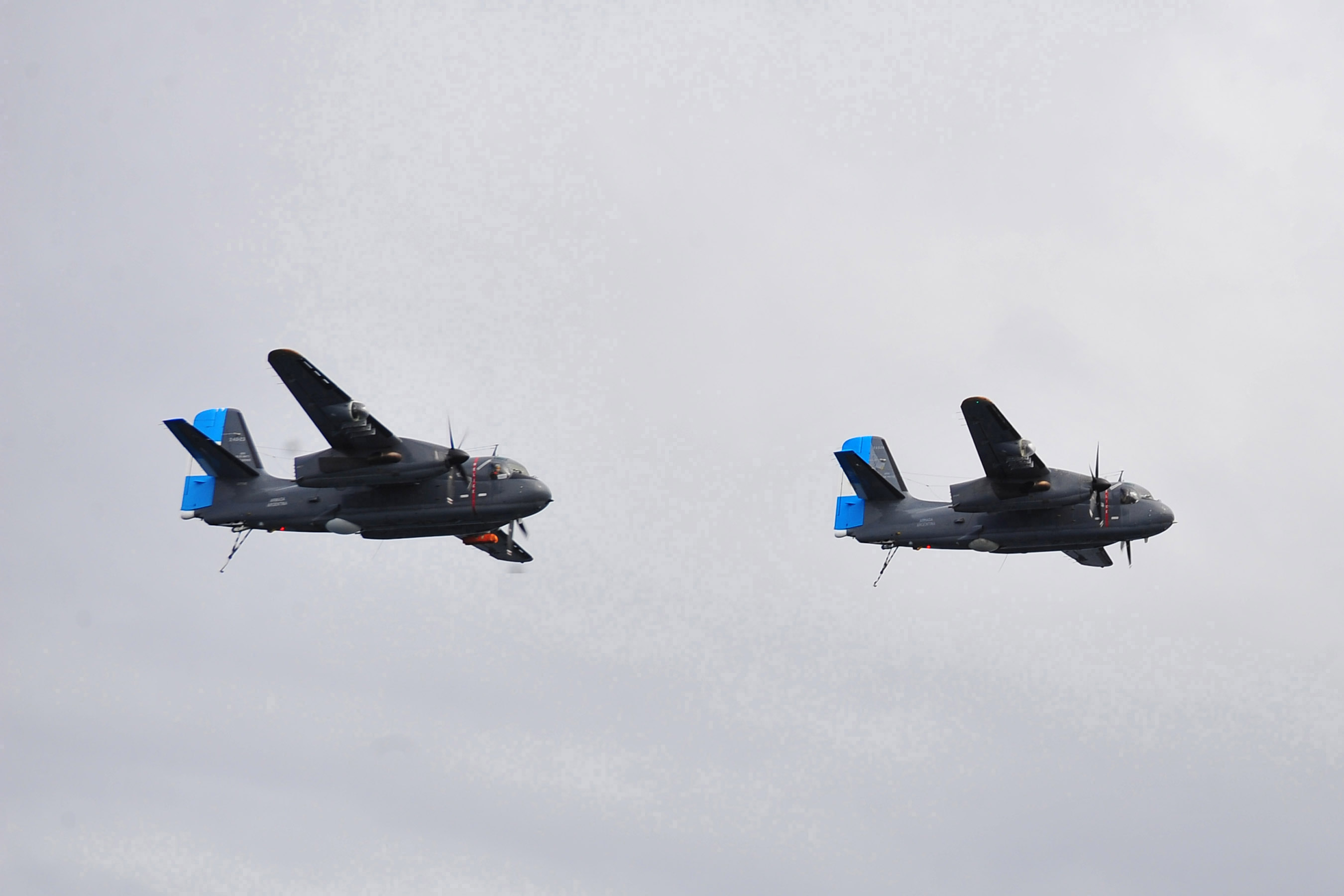
Tracker sobrevolando el USS Carl Vison.

- Armada Argentina: destructor ARA La Argentina (D-11), corbetas ARA Guerrico (P-32) y ARA Gómez Roca (P-46), y submarino ARA Santa Cruz (S-41), más aviones Super Étendard y S-2T Turbo Tracker.
- Armada de los Estados Unidos: portaaviones USS George Washington (CVN-73) con su grupo aéreo embarcado.

## Gringo-Gaucho 2010
- Armada Argentina: corbeta ARA Gómez Roca (P-46), aviones Super Étendard y S-2T TurboTracker.
- Armada de los Estados Unidos: portaaviones USS Carl Vinson (CVN-70) con su grupo aéreo embarcado y crucero USS Bunker Hill (CG-52).

## Galería

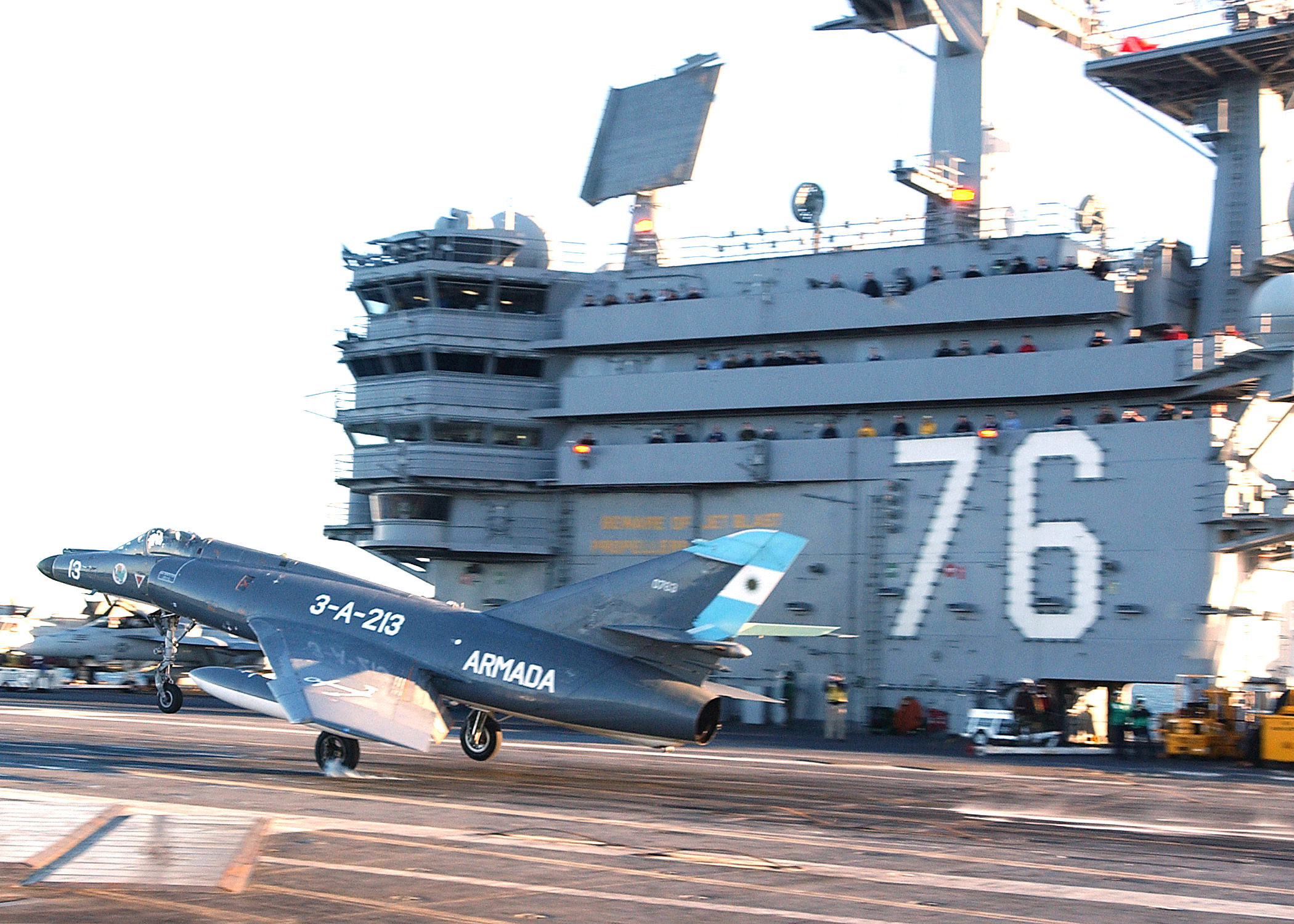
Super Etendard sobre el USS Ronald Reagan.
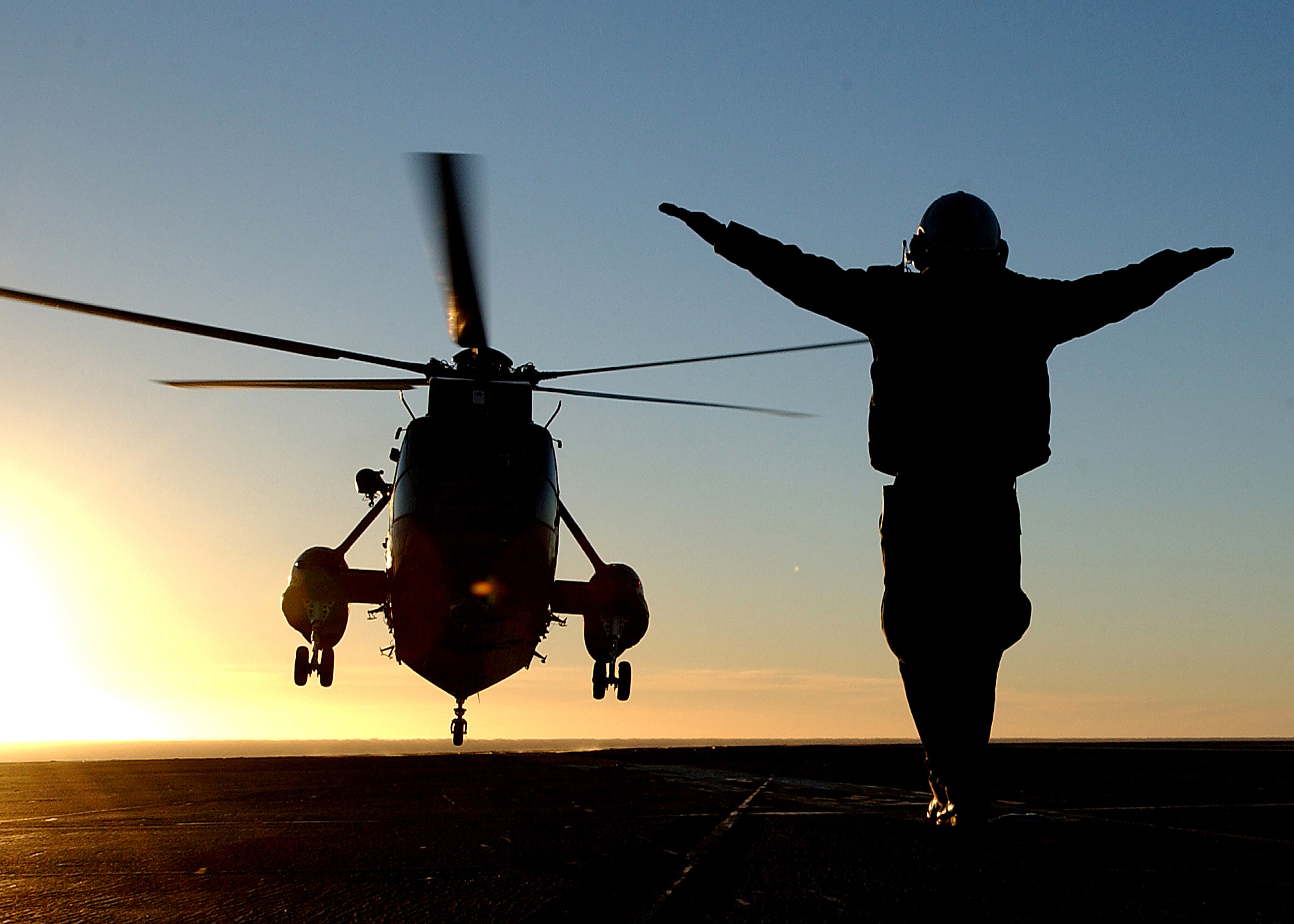
Sea King sobre el USS Ronald Reagan.
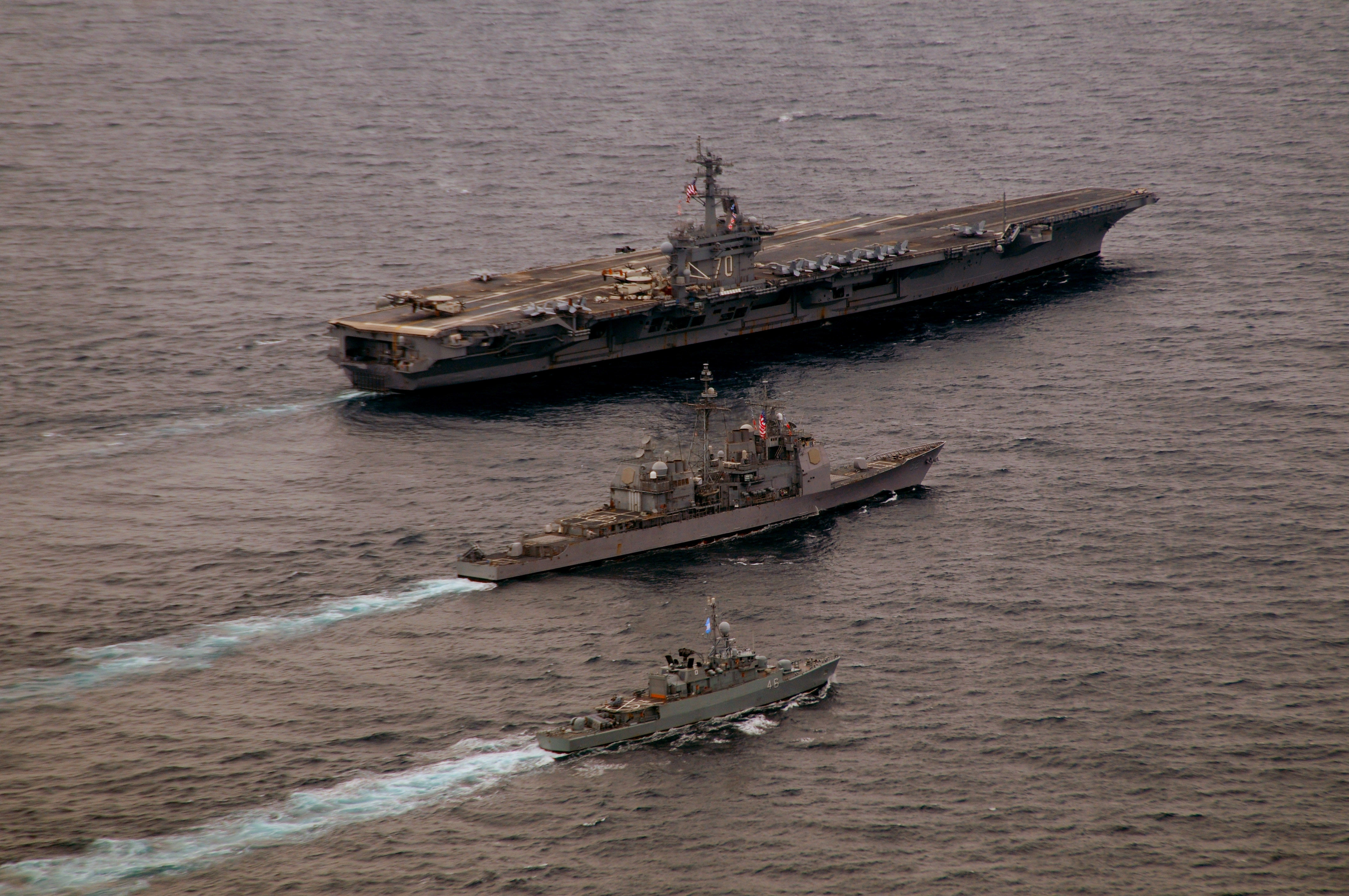
USS Carl Vinson, USS Bunker Hill y ARA Gómez Roca durante el Gringo-Gaucho 2010.